# Herbert Küas
Herbert Küas (* 5. Juli 1900 in Leipzig; † 21. März 1983 ebenda) war ein deutscher Kunsthistoriker und Archäologe. Bedeutung erlangt er vor allem durch seine regionalgeschichtlichen Forschungen zur Baukunst des Mittelalters im sächsischen Raum.

## Leben
Herbert Küas ging nach dem durch Kriegsdienst im Ersten Weltkrieg verspätet abgelegten Abitur im Alter von 20 Jahren zum Studium an die Technische Hochschule nach München, wo er einige Semester Architektur studierte. Dem folgte ab 1924 ein mehrjähriger Studienaufenthalt in Italien, wo er u. a. die Bildhauerei erlernte. Anschließend studierte er Kunstgeschichte an der Universität Leipzig, wo er 1935 mit einer Arbeit über Plastik des 13. Jahrhunderts im Dom zu Meißen promovierte. Dem folgten mehrere Veröffentlichungen über mittelalterliche Baukunst in Sachsen, so 1937 über die Naumburger Werkstatt.
Er nahm ab 1939 am Zweiten Weltkrieg teil. Nach seiner verletzungsbedingten Rückkehr 1943 arbeitete er als Assistent an der Universität Leipzig, später als Dozent an der Staatsbauschule Leipzig. Ab 1950 forschte er am Institut für Denkmalpflege und dem Landesmuseum für Vorgeschichte in Dresden. Anschließend war er von 1959 bis 1965 Mitarbeiter der Arbeitsstelle für Kunstgeschichte an der Deutschen Akademie der Wissenschaften. Danach trat er in den Ruhestand, legte aber zahlreiche weitere Publikationen vor, die sich vor allem mit dem Stadtkern Leipzigs im Mittelalter, ausgewählten Problemen der älteren Baugeschichte im Leipziger Land sowie der Wende von der Romanik zur Gotik und den Wechselbeziehungen Architektur-Plastik beschäftigten.

## Ehrungen
- 1975 Ehrennadel für heimatkundliche Leistungen in Gold
- 1977 Leibniz-Medaille der Akademie der Wissenschaften der DDR
- 1980 Johannes-R.-Becher-Medaille in Gold

## Schriften (Auswahl)
- Geleitwort in: Das Sebaldusgrab zu Nürnberg. (= Insel-Bücherei, 330). Insel-Verlag, Leipzig 1920, (3., veränderte Auflage. ebenda 1965).
- Die Naumburger Werkstatt. (= Forschungen zur deutschen Kunstgeschichte. 26, ZDB-ID 573060-0). Aufnahmen von Erich Kirsten. Deutscher Verein für Kunstwissenschaft, Berlin 1937.
- Die Meisterwerke im Naumburger Dom. Aufnahmen von Erich Kirsten. E. A. Seemann 1938.
- Der Dom zu Meissen. Baukunst und Bildwerk. Aufnahmen von Erich Kirsten. E. A. Seemann 1939.
- Geleitwort in: Die Goldene Pforte zu Freiberg. (= Insel-Bücherei. 179). Insel-Verlag, Leipzig 1943.
- Das alte Leipzig in archäologischer Sicht (= Veröffentlichungen des Landesmuseums für Vorgeschichte Dresden. Band 14, ISSN 0070-7201). Deutscher Verlag der Wissenschaften, Berlin 1976, Digitalisat: urn:nbn:de:bsz:14-db-id18786692143.
- mit Manfred Kobuch: Rundkapellen des Wiprecht von Groitzsch. Bauwerk und Geschichte (= Veröffentlichungen des Landesmuseums für Vorgeschichte Dresden. Bd. 15). Deutscher Verlag der Wissenschaften, Berlin 1977.